# Производство риса в Мьянме

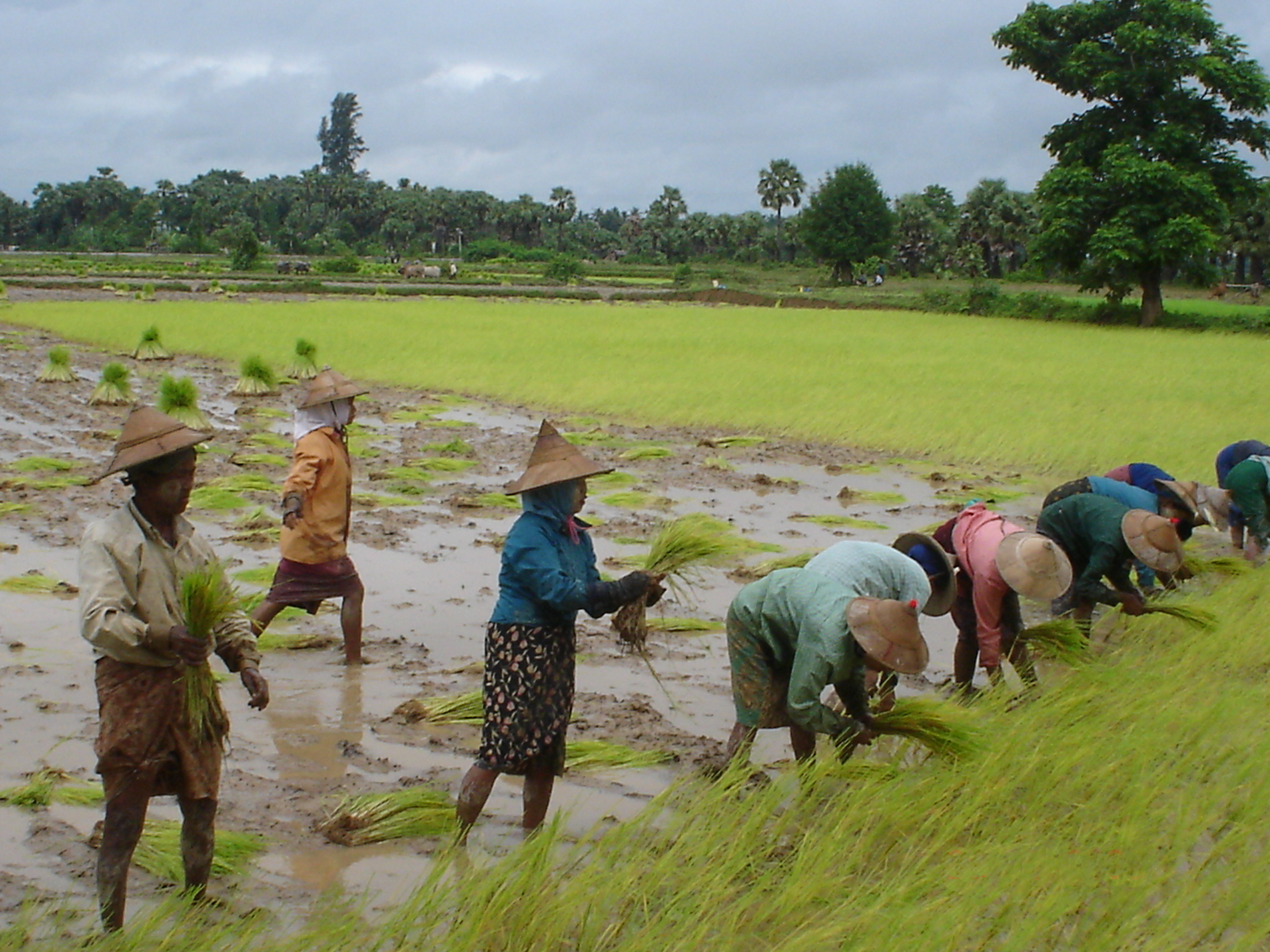
Рисовая плантация в Мьянме, 2006

На производство риса в Мьянме приходится примерно 43 % от общего объема сельскохозяйственного производства в стране, что делает ее седьмым по величине производителем риса в мире. Из 67,6 миллиона гектаров земли 12,8 миллиона используются для возделывания данной культуры. Только в 2019 году на долю Мьянмы пришлось 13,3 миллионов метрических тонн производства измельченного риса.
На протяжении всей истории Мьянма зарекомендовала себя как крупная страна-производитель и экспортер риса благодаря благоприятным погодным условиям для рисовых полей и правительственному вмешательству в форме сельскохозяйственной политики. Производство осуществляется с использованием традиционных методов выращивания, особенно в сезон дождей, что привело к появлению различных сортов риса. Недавняя глобальная экономическая политика привела к расширению международного сотрудничества с НПО и другими организациями, которые оказывают финансовую и технологическую помощь фермерам, выращивающим рис.

## История
Рис всегда был основным продуктом питания в Мьянме из-за того, что его можно выращивать независимо от местоположения. Производство риса для экономических целей поощрялось в результате британской колонизации, что привело к увеличению производства по всему району Иравади примерно в 1824 году. Чтобы увеличить экспорт в Европу, британское правительство ввело схемы улучшения транспортных систем за счет миграции людей в регион Нижней Мьянмы. Таким образом были обеспечены 3 основных ресурса, необходимых для производства риса: рабочую силу, землю и капитал, что привело к росту 92 % основных районов выращивания риса.
Непосредственно перед Второй мировой войной Мьянма была крупнейшим производителем риса в мире, имея множество партнеров-экспортеров по всей Азии и Европе. Однако после 1945 года примерно половина всех обрабатываемых земель была заброшена в результате массовой миграции из сельских районов в развитые районы. Государственное вмешательство началось в течение 10-летнего периода с 1955 года с принятия Закона о национализации земель, который обеспечил безопасность земли и займы, а также другие стимулы, которые увеличили производство риса. Кроме того, страны, пострадавшие от войны, стали самодостаточными, поэтому больше не зависели от импорта из других стран. Это означало, что производство было нарушено, а торговые партнеры риса стали ненадежными, в результате чего появились конкуренты, такие как Таиланд, доминирующие в экспортной отрасли риса с более высоким качеством зерна риса и ценами.
В качестве средства осуществления более сильной экономической политики на протяжении всего конца 20-го века научные достижения в выращивании риса стали нормой, а также международная помощь со стороны Международного института исследований риса (IRRI). В результате производство риса за это время увеличилось более чем на 80 %.

## География Мьянмы

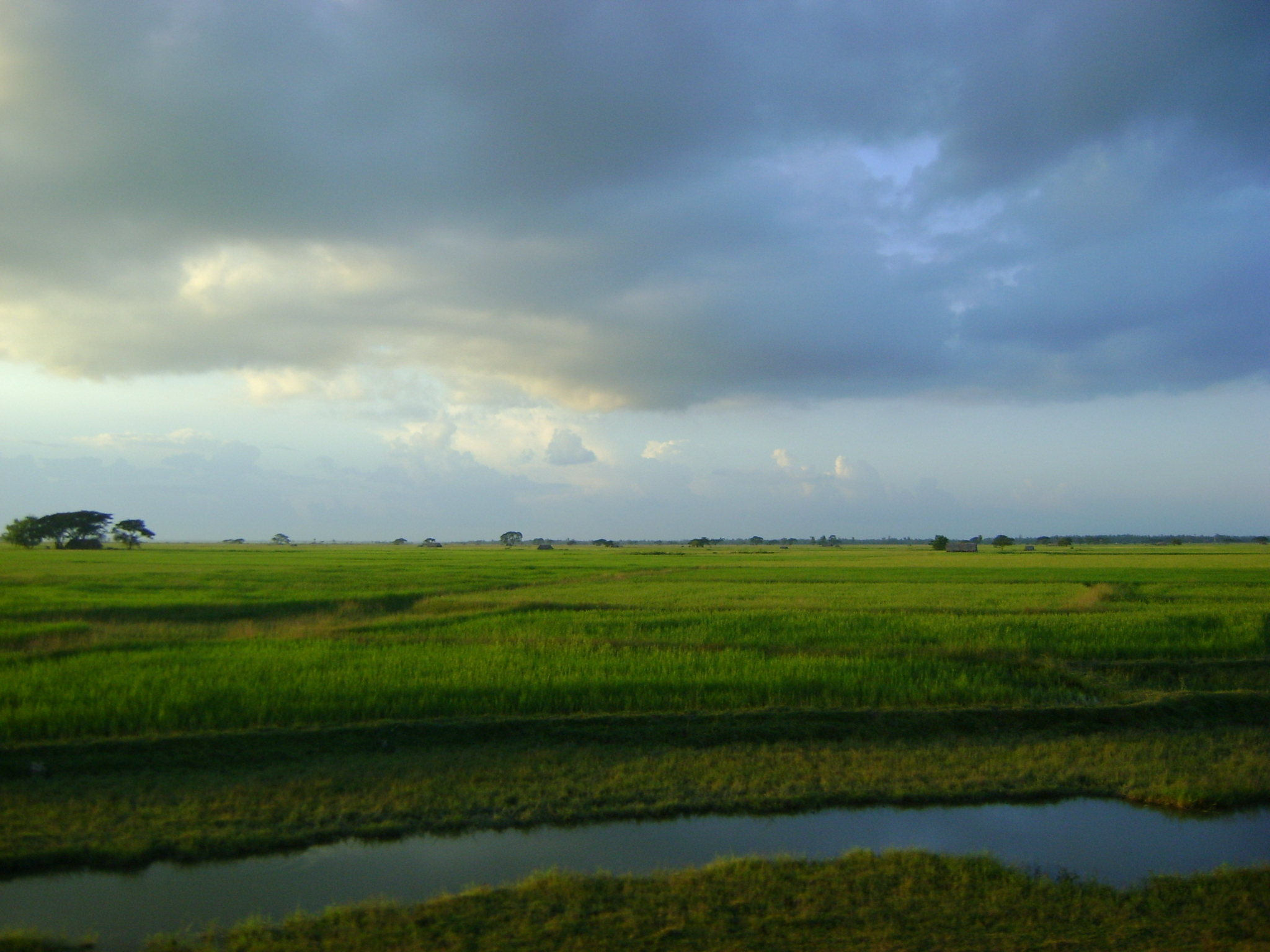
Рисовые поля в Мьянме

Климат на большей части территории Мьянмы позволяет выращивание риса доминировать в национальной экономике в качестве основного экспорта. Производство риса зависит от окружающей среды, в результате чего получают: неорошаемый низинный рис, зимний рис, глубоководный рис, высокогорный рис и орошаемый рис. Из трех различных сезонов сезон муссонов является основным сезоном производства риса, поскольку рисовые поля зависят от обильного количества воды. Годовое количество осадков составляет от 800 мм до приблизительно 5000 мм в сезон дождей с мая по октябрь.
В основном рис выращивают в регионах дельты Иравади, Пегу и Янгона из-за большой речной системы, проходящей через них. Соответственно, составляет 33,59 %, 17,72 % и 10,07 % от общей уборочной площади. Однако засушливые и горные зоны, такие как Мандалай, Сикайн и Магуэ, а также прибрежные районы штатов Мон и Ракхайн, также играют определенную роль в производстве риса, хотя и в очень незначительном объеме.
В сезон муссонов на долю дельты приходится 7,218 млн тонн риса, на засушливую зону — 3,564 млн тонн, на прибрежные районы — 1,836 млн тонн и на горные районы — 2,296 млн тонн.

## Производство риса
Производство риса в Мьянме в значительной степени зависит от силы человека и животных — как традиционных методов выращивания. В стране есть 4 типа почв, обеспечивающих оптимальное выращивание риса: глайсоль, флювисоль, гуминовые планозоли и паллиевые вертисоли. Хотя почва оказывает большое влияние на урожайность риса, существует множество ограничений, влияющих на производство. Ограничения для рисовой промышленности менялись на протяжении всей истории, как правило, являясь следствием действий правительства. Дополнительные ограничения включают непредсказуемую погоду, которая непосредственно влияет на урожайность риса (например наводнение в июле/августе 2018 года вызвало снижение производства риса на 1,5 %), а также низкое качество семян и количество удобрений. Кроме того, исследование показало, что высокие цены на удобрения, нехватка орошаемой воды и уровень образования фермеров препятствуют росту производства риса.
Для производства риса земля подготавливается в соответствии с экологическим районом, в котором находится рисовое поле. В не орошаемых низинах предпочтительными методами посадки культур является ручная пересадка, при которой рис частично погружен в воду (известный как выращивание влажного риса).
Существует 3 типа условий выращивания в рамках выращивания влажного риса:

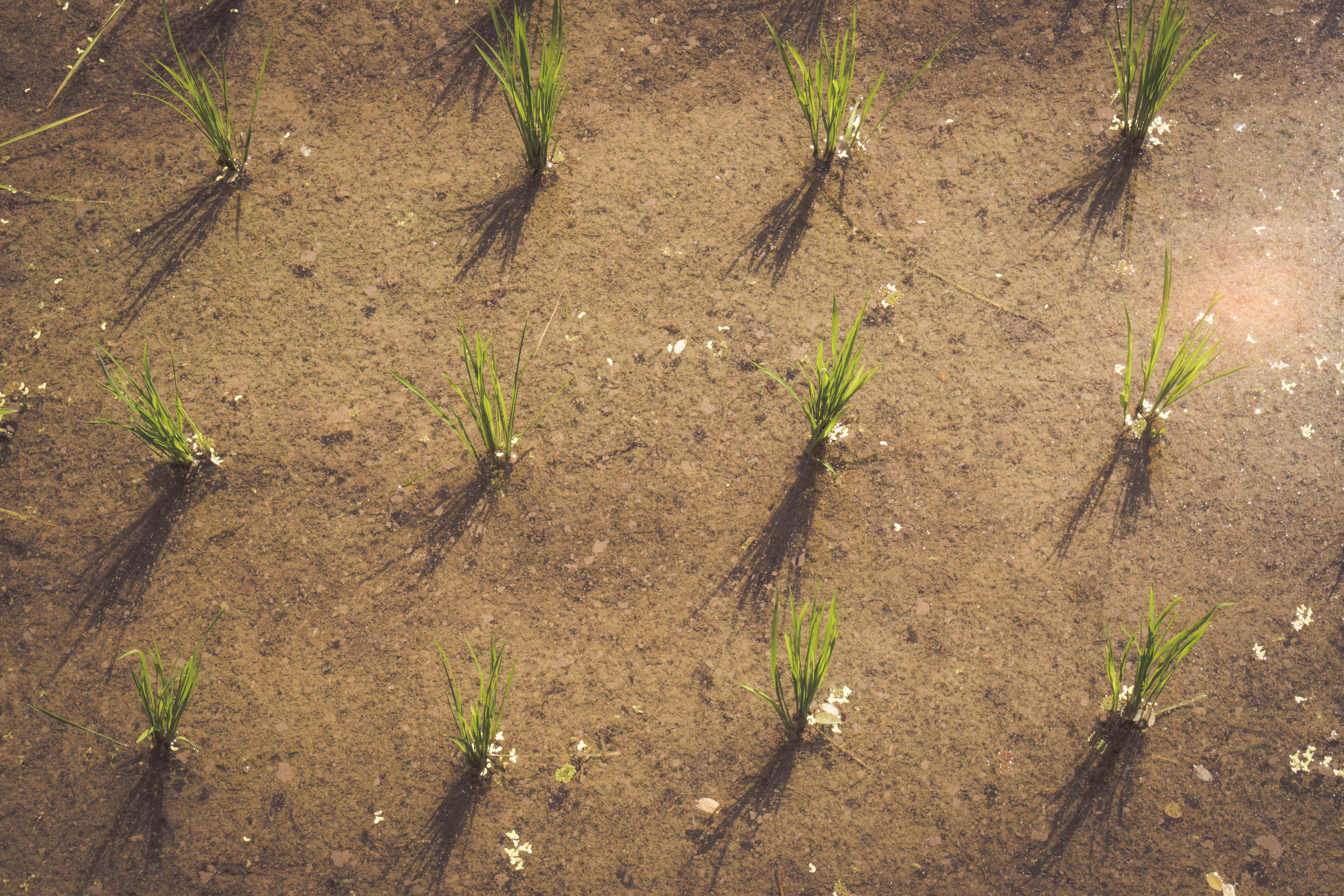
Крупный план рисовых полей

1. Растения остаются частично погруженными в воду естественными осадками в сезон муссонов
2. Растения содержатся частично погруженными в воду из-за естественного дренажа/орошения в сочетании с естественными осадками
3. Растения выращивают на близлежащих озерах, подверженных затоплению[7]

На высокогорных и глубоководных рисовых плантациях предпочтительным методом является прямой посев. Это включает посадку не проращенных семян в сухую почву с целью создания посевов, которые пересаживаются в сезон муссонов.
Исторически рис выращивался в сезон дождей один раз в год — редкие зернобобовые культуры высаживались среди тяжелых глинистых почв в дельте после сбора урожая риса. Сегодня благодаря ирригационным системам рис можно выращивать круглый год. Во время сезона дождей рисовые культуры требуют минимального вмешательства и обычно высаживаются в конце ноября.

### Сорта риса
Было обнаружено, что в Мьянме существует около 2000 сортов риса. Их можно классифицировать по времени сбора урожая:
- Предмуссонный рис: Занимает примерно 2 % от общей уборочной площади. Сеют с орошением в марте и собирают в июле. Этот сорт риса выращивают в центральной части Мьянмы.
- Муссонный рис: Занимает примерно 80 % посевных площадей риса. Сеют в середине июня и пересаживают в середине июля, собирают урожай в середине октября. Этот сорт риса выращивают по всей стране.
- Поздний муссонный рис: Занимает примерно 2 % от общей площади, пригодной для уборки урожая, его засевают в августе, пересаживают в сентябре и собирают в январе. Этот рис выращивают в низинных районах дельты.
- 'Mayin rice'/зимний рис: Этот сорт риса покрывает около 15 % всей урожайной площади, его засевают в ноябре, пересаживают через месяц и собирают урожай в марте. Чаще всего его высаживают вдоль речных долин.[4]

## Снабжение и торговля
| Год       | Производство (в тыс. тонн) | Экспорт (в тыс. тонн) |
| --------- | -------------------------- | --------------------- |
| 2014/2015 | 12,600                     | 1,734                 |
| 2015/2016 | 12,200                     | 1,800                 |
| 2016/2017 | 12,500                     | 1,600                 |

На протяжении всей своей истории правительство Мьянмы активно участвовало в разработке политики, способствующей выращиванию риса. С 1989 года Государственный совет по восстановлению правопорядка (SLORC) разрешил частным торговцам и частным компаниям заниматься торговой деятельностью, освободив торговлю продовольственным зерном. Как и в 1988 году, национальная экономика достигла низкой точки в экспорте зерна и, таким образом, вызвала крупный долговой кризис. Кроме того, у SLORC были и другие стимулы, созданные для стимулирования роста в зерновой экспортной отрасли. Это были:
1. Предоставление сельскохозяйственных кредитов
2. Снижение импортных тарифов для стимулирования импорта приоритетной продукции
3. Проведение публичных тренингов, семинаров и лекций Минтранса для развития навыков управления бизнесом
4. Поощрение фермеров к экономии средств путем открытия новых филиалов Банка сельскохозяйственного и сельского развития Мьянмы[7]

В 1995 году Мьянма стала членом Всемирной торговой организации (ВТО) и Ассоциации государств Юго-Восточной Азии (АСЕАН) спустя 2 года. Правительство приняло рыночную политику как форму принятия экономической глобализации, государство отказалось от механизмов контроля над производством и маркетингом в сельском хозяйстве (в данном случае рисовая промышленность). Это позволило наладить более тесные отношения между партнерами-экспортерами и другими странами-членами АСЕАН.
Став демократическим правительством, Мьянма предприняла шаги по созданию политики, ориентированной на рисовую промышленность, и ввела права землепользования, которые стали передаваемыми и допускаемыми в залог (введены в 2012 году: закон «О сельскохозяйственных угодьях» и закон «Об управлении пустующими, целинными и залежными землями»). Кроме того, пошлина на экспорт риса была снижена до 2 % и позволила расширить частный сектор торговли и обработки риса через создание в том же году Федерации риса Мьянмы (MRF).
В результате стимулов SLORC экспорт риса в 2015/16 году достиг 1,8 млн тонн, при этом Китай является основным партнером-импортером (входит в группу АСЕАН + 3). Как китайское, так и бирманское правительства подписали Меморандум о взаимопонимании (MOU), который разрешил Мьянме экспортировать 400 000 метрических тонн риса в Китай с равным объемом китайских продуктов, импортированных в Мьянму. Это соглашение было реализовано из-за большого количества случаев контрабанды риса, которые привели к экспоненциальному сокращению экспорта из Мьянмы. Кроме того, в рамках соглашения китайское правительство усилит операции по борьбе с контрабандой.
| Пункт назначения | Доля экспорта риса | Доля экспорта риса | Доля экспорта риса |
| ---------------- | ------------------ | ------------------ | ------------------ |
|                  | 2012/2013          | 2013/2014          | 2014/2015          |
| ЕС               | 5.4                | 5.7                | 11.1               |
| АСЕАН            | 18.2               | 11.8               | 5.4                |
| (АСЕАН) + 3      | 53.6               | 73.8               | 76.1               |
| Средняя Азия     | 0.7                | 0.7                | 1.8                |
| Африка           | 14.2               | 0.2                | 0.2                |
| Другие           | 7.9                | 7.9                | 5.4                |

В настоящее время белый длиннозёрный, белый короткозёрный и белый дробленый рис составляют большую часть экспорта риса Мьянмы, главным образом экспортируемого в Китай и другие страны АСЕАН.

## Международное сотрудничество

Логотип Программы развития ООН

Банк сельскохозяйственного развития Мьянмы (MADB) предоставил фермерам сезонные ссуды на сумму примерно 1,12 млрд долларов США в 2018 году. Этот заем предоставляется максимум на 10 акров обрабатываемой земли под 8 % процентной ставки. Однако не только Мьянма помогает своим фермерам, но и другие страны предлагают существенные ссуды для поддержания сельскохозяйственной отрасли. Примером может служить четырехлетняя кредитная программа, предлагаемая Японским агентством международного сотрудничества (JICA). Эта организация предлагает двухэтапные кредиты сроком на 4 года при сотрудничестве правительств Японии и Мьянмы.
Международный научно-исследовательский институт риса в Лос-Баньосе, Филиппины, не только предложил финансовую помощь, но и добился научного прогресса благодаря исследованиям урожайности риса, получая раннеспелые, высокоурожайные сорта риса, одновременно поддерживая современные методы ведения сельского хозяйства. Это позволило увеличить размер урожая и темпы его роста, снабдив фермеров необходимыми знаниями для получения наилучшего урожая.
Другие международные организации, такие как Программа развития ООН (UNDP), Всемирный банк и Азиатский банк развития, оказывают помощь в реализации планов развития страны. В частности, UNDP предоставляет социально-экономические отчеты и собирает данные совместно с правительством, чтобы разработать новую политику и предоставить помощь. Например, в 2015 году UNDP и IRRI объединили усилия для обеспечения семенами пострадавших от наводнения фермеров, выращивающих рис в штате Ракхайн.
В конце 2013 года члены президентского кабинета; в том числе министр сельского хозяйства и ирригации участвовал в диалоге с IRRI относительно развития более тесного партнерства в исследованиях риса. В следующем году правительство нацелено на просвещение фермеров, проводя собрания обучающих альянсов, которые привели к ознакомлению с новыми технологиями уборки урожая и снижению потерь. В 2015 году правительство и IRRI объединились для разработки и реализации Стратегии развития сектора риса Мьянмы (MRSDS); в надежде вернуть себе прежнюю роль на мировом рынке риса. Наконец, в 2016 году эти партнерские отношения в конечном итоге привели к принятию правительством Мьянмы 12-ступенчатой экономической политики, одной из главных целей которой является «поддержка формирования групп производителей сельскохозяйственных культур, скота и рыболовства …».